# Eric Godard
Eric Godard (né le 7 mars 1980 à Vernon ville de la Colombie-Britannique au Canada) est un joueur professionnel canadien de hockey sur glace. Il évoluait au poste d'ailier droit. Il est souvent considéré comme étant un bagarreur dans la LNH.

## Carrière
Godard commence sa carrière en jouant pour les Hurricanes de Lethbridge de la ligue junior de la Ligue de hockey de l'Ouest et y joue pendant trois saisons. Il n'est jamais repêché mais signe son premier contrat professionnel avec les Panthers de la Floride de la Ligue nationale de hockey en septembre 1999. Il est alors affecté aux Panthers de Louisville de la Ligue américaine de hockey. Il va passer par la suite chez les Islanders de New York jouant principalement pour les Sound Tigers de Bridgeport dans la LAH. Avec 295 minutes de pénalité en 2004-2005, il est le joueur le plus pénalisé de l'histoire de la franchise sur une saison. Il possède également le record pour le plus grand nombre de minutes de pénalités sur l'ensemble de ses années avec l'équipe : en quatre saisons, il totalise 705 minutes.
En août 2006, il rejoint l'organisation des Flames de Calgary en tant qu'agent libre et joue une vingtaine de matchs avec l'équipe, passant le reste de la saison avec les Ak-Sar-Ben Knights d'Omaha. le 1er juillet 2008, il change une nouvelle fois d'équipe et rejoint les Penguins de Pittsburgh, prenant le poste de bagarreur pour les Penguins en remplacement de Georges Laraque et de Jarkko Ruutu, tous deux quittant Pittsburgh au cours de cet été ; il remporte la Coupe Stanley à la fin de la saison puis à l'issue de la saison 2010-2011, il signe pour deux saisons avec les Stars de Dallas

## Statistiques
| Saison     | Équipe                     | Ligue      |     | Saison régulière | Saison régulière | Saison régulière | Saison régulière | Saison régulière |   | Séries éliminatoires | Séries éliminatoires | Séries éliminatoires | Séries éliminatoires | Séries éliminatoires |
| Saison     | Équipe                     | Ligue      | PJ  | B                | A                | Pts              | Pun              | PJ               | B | A                    | Pts                  | Pun                  |                      |                      |
| 1997-1998  | Hurricanes de Lethbridge   | LHOu       | 7   | 0                | 0                | 0                | 26               | 2                | 0 | 0                    | 0                    | 0                    |                      |                      |
| 1998-1999  | Hurricanes de Lethbridge   | LHOu       | 66  | 2                | 5                | 7                | 213              | 4                | 0 | 0                    | 0                    | 14                   |                      |                      |
| 1999-2000  | Hurricanes de Lethbridge   | LHOu       | 60  | 3                | 5                | 8                | 310              | -                | - | -                    | -                    | -                    |                      |                      |
| 1999-2000  | Panthers de Louisville     | LAH        | 4   | 0                | 1                | 1                | 16               | -                | - | -                    | -                    | -                    |                      |                      |
| 2000-2001  | Panthers de Louisville     | LAH        | 45  | 0                | 0                | 0                | 132              | -                | - | -                    | -                    | -                    |                      |                      |
| 2001-2002  | Sound Tigers de Bridgeport | LAH        | 67  | 1                | 4                | 5                | 198              | 20               | 0 | 4                    | 4                    | 30                   |                      |                      |
| 2002-2003  | Sound Tigers de Bridgeport | LAH        | 46  | 2                | 2                | 4                | 199              | 6                | 0 | 0                    | 0                    | 16                   |                      |                      |
| 2002-2003  | Islanders de New York      | LNH        | 19  | 0                | 0                | 0                | 48               | 2                | 0 | 1                    | 1                    | 4                    |                      |                      |
| 2003-2004  | Islanders de New York      | LNH        | 31  | 0                | 1                | 1                | 97               | -                | - | -                    | -                    | -                    |                      |                      |
| 2003-2004  | Sound Tigers de Bridgeport | LAH        | 7   | 0                | 0                | 0                | 13               | -                | - | -                    | -                    | -                    |                      |                      |
| 2004-2005  | Sound Tigers de Bridgeport | LAH        | 75  | 7                | 11               | 18               | 295              | -                | - | -                    | -                    | -                    |                      |                      |
| 2005-2006  | Islanders de New York      | LNH        | 57  | 2                | 2                | 4                | 115              | -                | - | -                    | -                    | -                    |                      |                      |
| 2006-2007  | Ak-Sar-Ben Knights d'Omaha | LAH        | 36  | 5                | 4                | 9                | 94               | -                | - | -                    | -                    | -                    |                      |                      |
| 2006-2007  | Flames de Calgary          | LNH        | 19  | 0                | 1                | 1                | 50               | -                | - | -                    | -                    | -                    |                      |                      |
| 2007-2008  | Flames de Calgary          | LNH        | 74  | 1                | 1                | 2                | 171              | 5                | 0 | 0                    | 0                    | 2                    |                      |                      |
| 2008-2009  | Penguins de Pittsburgh     | LNH        | 71  | 2                | 2                | 4                | 171              | -                | - | -                    | -                    | -                    |                      |                      |
| 2009-2010  | Penguins de Pittsburgh     | LNH        | 45  | 1                | 2                | 3                | 76               | -                | - | -                    | -                    | -                    |                      |                      |
| 2010-2011  | Penguins de Pittsburgh     | LNH        | 19  | 0                | 3                | 3                | 105              | -                | - | -                    | -                    | -                    |                      |                      |
| 2011-2012  | Stars du Texas             | LAH        | 46  | 1                | 0                | 1                | 58               | -                | - | -                    | -                    | -                    |                      |                      |
| Totaux LNH | Totaux LNH                 | Totaux LNH | 335 | 6                | 12               | 18               | 833              | 7                | 0 | 1                    | 1                    | 6                    |                      |                      |